# حولیا کوچ‌یگیت
حولیا کوچ‌یگیت (انگلیسی: Hülya Koçyiğit؛ زادهٔ ۱۲ دسامبر ۱۹۴۷) هنرپیشه اهل ترکیه است. وی از سال ۱۹۶۳ میلادی تاکنون مشغول فعالیت بوده‌است.
از فیلم‌ها یا برنامه‌های تلویزیونی که وی در آن نقش داشته‌است می‌توان به تابستان خشک، عروس اشاره کرد.